# Verzoeking van de heilige Antonius (Dalí)
De verzoeking van de heilige Antonius is een surrealistisch schilderij van Salvador Dalí, vervaardigd in 1946. Het maakt deel uit de collectie van de Koninklijke Musea voor Schone Kunsten van België te Brussel.

## Context
Dit werk van Dalí werd geschilderd ter gelegenheid van een wedstrijd, ingericht door de filmproducers Albert Lewin en David Loew. Het schilderij moest een belangrijke rol spelen in hun film Bel Ami, naar een novelle van Guy de Maupassant. Ook Paul Delvaux en Max Ernst zonden een werk in. Alhoewel Dalí met dit werk de wedstrijd niet won, trok het toch veel aandacht. Het thema van de verzoeking van de heilige Antonius moest een illustratie geven van de strijd tussen goed en kwaad in het oeuvre van Maupassant. Dit thema wordt hier uitgebeeld door Sint-Antonius die, via het ophouden van een kruis, probeert te weerstaan aan zijn verleidingen. De bekoring verschijnt voor hem in de vorm van een paard, dat symbool staat voor de kracht en voor de wellust. Achter het paard staat een olifant, met op zijn rug de kelk van de ontucht. In de kelk staat een naakte vrouw die het erotische karakter van de compositie benadrukt. Ook de olifant op de achtergrond, met de fallische vorm op zijn rug, en de dieren met hun lange poten die hen bijna gewichtloos maken, staan symbool voor de seksuele opwinding. Half verscholen in de wolken op de achtergrond is het Escuriaal voorgesteld, de belichaming van de wereldlijke en geestelijke orde. De kunstenaar slaagt er hier in de toeschouwer in onzekerheid te laten: is Sint-Antonius sterk genoeg om, via zijn bezwerend gebaar en de rots van het geloof waarop hij steunt, zijn visioen te verjagen, of zal hij onder de voet gelopen worden door deze karavaan van de zinnelijkheid die hem bedreigt?

## Stijl
Dalí wordt over het algemeen vereenzelvigd met het surrealisme. Ook dit werk lijkt qua stijl en verbeelding bij het surrealisme aan te leunen. Nochtans was de kunstenaar sinds de jaren 30 van het surrealisme en zijn specifieke creatieprocessen vervreemd. Hij evolueerde naar een academische, theatrale stijl, die hij vaak toepaste in religieuze en mystieke taferelen. Zowel het speciale coloriet als de reminiscenties aan de frottagetechniek die men terugvindt in de figuur van Sint-Antonius, doen dit werk echter meer aanleunen bij zijn vroegere surrealistische periode dan bij de stijl van zijn andere werken uit dezelfde periode.